# Godzisław (województwo zachodniopomorskie)
Godzisław (dawniej: niem. Glasenapp) – wieś w Polsce położona w województwie zachodniopomorskim, w powiecie szczecineckim, w gminie Grzmiąca.